# 佐治·基斯杜化·威廉士
佐治·基斯杜化·威廉斯（英語：George Christopher Williams，1926年5月12日—2010年9月8日）是美國演化生物學家。

## 外部連結
- 官方网站
- Article from Science by Carl Zimmer（页面存档备份，存于）
- A Conversation With George C. Williams by Frans Roes（页面存档备份，存于）
- Obituary by Richard Dawkins, October 1, 2010（页面存档备份，存于）